# Centro Presidencial de Operaciones de Emergencia (Israel)
El Centro Presidencial de Operaciones de Emergencia de Israel, conocido también como "refugio del día del juicio final" es una estructura de proporciones faraónicas que el gobierno israelí está construyendo bajo los montes de Jerusalén con el objetivo de proteger a los altos cargos militares y políticos del país en caso de un eventual ataque nuclear.

## Historia
El búnker proyectado por el gobierno Israelí, sigue la estela del proyecto norteamericano que el presidente Franklin Delano Roosevelt ordenó construir debajo de la Casa Blanca para protegerse ante un ataque nuclear durante la Segunda Guerra Mundial. El habitáculo, de pequeñas proporciones, volvió a ser usado en el año 2001 tras los primeros atentados del 11 de septiembre de 2001 por los altos cargos que se encontraban en el edificio.
La idea de la creación de un complejo similar al estadounidense, aislado, hermético y autónomo donde poder digirir con seguridad el país en el caso de un eventural ataque nuclear, fue iniciativa del ex primer ministro israelí Ehud Barak, exjefe del estado mayor de Tsahal y actualmente, ministro de defensa, con el fin de proteger los altos cargos políticos y militares en caso de emergencia nacional. Las obras ya han sido visitadas por el actual primer ministro Ehud Ólmert y gran parte de los diputados del Parlamento israelí.

«Israel es un país pequeño, y por lo tanto, una sola bomba nuclear es un peligro existencial
»
Shabtai Shavit, jefe del Mossad

## El complejo
Las obras, que empezaron en el año 2006 bajo un gran hermetismo y con previsiones de terminar en 2011, fueron destapadas por primera vez y parcialmente por el diario local Yediot Ajaronot, que ha valorado la construcción en más de 200 millones. La estructura subterránea está ubicada bajo las montañas de Jerusalén en un punto no especificado y altamente vigilado por el ejército. El búnker conectará con la sede de la presidencia del Gobierno mediante amplios túneles con capacidad para transitar dos camiones en paralelo, para poder trasladar con seguridad los políticos a los despachos del búnker.
La estructura está diseñada para poder soportar ataques nucleares, químicos, biológicos, así como catátrofes naturales.